# Anubis striatus
Anubis striatus är en skalbaggsart som först beskrevs av J. Linsley Gressitt och Yves Rondon 1970.  Anubis striatus ingår i släktet Anubis och familjen långhorningar.
Artens utbredningsområde är Laos. Inga underarter finns listade i Catalogue of Life.